# 米生特小煤炱
米生特小煤炱（学名：Meliola misantecae）是属于小煤炱目小煤炱科小煤炱属的一种真菌，寄生在润楠属植物上。该种分布于中国、多米尼加。